# Elbrusz–4SZ
Az Elbrusz–4SZ, eredeti cirill betűs jelöléssel Эльбрус-4С — orosz 64 bites általános célú mikroprocesszor, melyet a MCSZT (МЦСТ) gyártott az INEUM (Институт электронных управляющих машин, Elektronikus Vezérlőberendezések Intézete) közreműködésével. A processzort a tajvani TSMC gyártotta megrendelés alapján, 65 nm-es technológiával, ipari hőmérséklet-tartományban működik és négy továbbfejlesztett harmadik generációs „Elbrusz” architektúrájú magot tartalmaz.
2021 óta a processzor már nem rendelhető.

## Történet
A processzort, elődeihez hasonlóan, a moszkvai MCSZT fejlesztette. A fejlesztési szakaszban az Elbrus-2S munkanevet viselte. 2014. április 19-én a fejlesztő bejelentette, hogy a mikroprocesszor teljes tesztelési fázisa befejeződött és készen áll a sorozatgyártásra.
2015 elején a Kamenszk-Uralszkij városában működő „Oktyabr” vállalat kibocsátotta az Elbrusz–4SZ (1891ВМ8Я kódú) processzorral szerelt „Elbrusz-401” elnevezésű munkaállomást, amelyből körülbelül 50 darabot gyártottak összesen.
2015 márciusának végén az „Új elektronika 2015” (Новая электроника-2015) kiállításon mutatták be elsőként a nagyközönségnek az Elbrusz-401 munkaállomást és az Elbrusz–4SZ-en alapuló Elbrusz-4.4 szerverszámítógépet.
2015-ben mutatták be a négy Elbrusz–4SZ processzoron alapuló „BITBLAZE Elbrus 4450 4U” tárolókiszolgálót.
A négymagos Elbrusz–4SZ processzor megjelenésével egyidőben az MCSZT már elkezdte a következő modell, az Elbrusz–8SZ nyolcmagos processzor fejlesztését, amelynek első kísérleti példányai 2014-ben készültek és nagyobb tételben történő gyártása 2016-ban kezdődött.

## Alkalmazása
A fejlesztők az Elbrusz–4SZ processzor fő alkalmazási területeiként a szerverek, asztali számítógépek és nagy teljesítményű beágyazott számítógépek körét célozták meg, amelyek felhasználása során nagy hangsúlyt kapnak az információbiztonsággal szemben támasztott magas követelmények. A fejlesztők szerint az ezen a processzoron alapuló számítógép megfelelő teljesítményt nyújt az irodai feladatok megoldásához is.
2015 májusától csak az Elbrusz-401 (24 GiB memória, 500 GB merevlemez) munkaállomás volt rendelhető; az Elbrusz-4.4 szerver megjelenését ugyanezen év nyarára várták. Megrendeléseket csak jogi személyektől fogadtak el. Kezdetben egyes médiumok 200 ezer rubelben tüntették fel a tesztszériából származó Elbrusz-401 számítógépek árát, később azonban a BFM médiaplatformon elhangzott közleményben a gyártó az első kísérleti tétel gépeinek árát 400 ezer rubelben határozta meg.
2015 decemberének elején az Izsevszki Rádiógyár (Ижевский радиозавод, ИРЗ) megkezdte az Elbrusz-401 számítógépek gyártását és átadta az első, 80 számítógépből álló szállítmányt a megrendelő MCSZT-nek. Az MCSZT, mint a processzorok fejlesztője és az „Elbrusz” PC-k megrendelője, azt közölte, hogy egyrészt az Izsevszkben gyártott PC-k kísérleti projektek és megvalósítások, valamint hogy ezeket leginkább az Elbrusz platformra történő fejlesztések céljaira szánják. 2016-ban az Izsevszki Rádiógyár újabb megrendeléseket teljesített az Elbrusz számítógépek gyártására.

## Műszaki paraméterek
| Órajel                                                                                   | 800 MHz                        |
| Magok száma                                                                              | 4                              |
| Lebegőpontos számítási csúcsteljesítmény, GFLOPS (64 bites, kétszeres pontosság)         | 25                             |
| Lebegőpontos számítási csúcsteljesítmény, GFLOPS (32 bites, egyszeres pontosság)         | 50                             |
| Csúcsteljesítmény vegyes számításokban, GIPS (32 bites)                                  | 107                            |
| 1. szintű adat-gyorsítótár, magonként                                                    | 64 KiB                         |
| 1. szintű utasítás-gyorsítótár, magonként                                                | 128 KiB                        |
| 2. szintű gyorsítótár (univerzális)                                                      | 8 MiB                          |
| A RAM szervezése                                                                         | Max. 3 csatorna, DDR3-1600 ECC |
| RAM csatorna sávszélesség                                                                | 38,4 GB/s                      |
| Lehetőség többprocesszoros rendszerré történő felépítésre koherens megosztott memóriával | Legfeljebb 4 processzor        |
| Processzorok közötti kommunikációs csatornák                                             | 3, duplex                      |
| A processzorok közötti kommunikációs csatornák áteresztőképessége                        | 12 GB/s                        |
| Lapkaterület                                                                             | 380 mm2                        |
| Tranzisztorok száma                                                                      | 986 millió                     |
| Energialeadás (disszipáció)                                                              | Max. 60 Watt                   |
| Hőmérséklettartomány                                                                     | -60 / +85 °C                   |

## Fordítás
Ez a szócikk részben vagy egészben  a(z)   Эльбрус-4С című orosz Wikipédia-szócikk ezen változatának fordításán alapul.  Az eredeti cikk szerkesztőit annak laptörténete sorolja fel. Ez a jelzés csupán a megfogalmazás eredetét és a szerzői jogokat jelzi, nem szolgál a cikkben szereplő információk forrásmegjelöléseként.